# Equinae
Equinae — підродина ссавців родини коневих, які мешкали по всьому світу (за винятком Індонезії, Австралії та Мадагаскару) починаючи з хемінгфордського етапу раннього міоцену (16 мільйонів років тому). Вважається, що вони є монофілетичною групою. Єдиний збережений рід — Equus.
Підродина містить дві триби, Equini і Hipparionini, а також два нерозміщених роди Merychippus і Scaphohippus.